# Соломоновы Острова на летних Олимпийских играх 1996
Соломоновы Острова принимали участие в Летних Олимпийских играх 1996 года в Атланте (США) в четвёртый раз за свою историю, но не завоевали ни одной медали. Сборную страны представляли 4 спортсмена (в том числе - одна женщина), принимавшие участие в соревнованиях по лёгкой и тяжёлой атлетике.

## Лёгкая атлетика
Спортсменов — 3
Мужчины
| Спортсмен   | Вид                   | Забег          | Забег | Полуфинал | Полуфинал | Финал     | Финал     |
| Спортсмен   | Вид                   | Результат      | Место | Результат | Место     | Результат | Место     |
| ----------- | --------------------- | -------------- | ----- | --------- | --------- | --------- | --------- |
| Селуин Коул | 1500м                 | 4.03,44        | 12    | Не прошёл | Не прошёл | Не прошёл | Не прошёл |
| Примо Хига  | 3000м с препятствиями | Не финишировал | -     | Не прошёл | Не прошёл | Не прошёл | Не прошёл |

Женщины
| Спортсмен        | Вид  | Забег     | Забег | Четвертьфинал | Четвертьфинал | Полуфинал | Полуфинал | Финал     | Финал     |
| Спортсмен        | Вид  | Результат | Место | Результат     | Место         | Результат | Место     | Результат | Место     |
| ---------------- | ---- | --------- | ----- | ------------- | ------------- | --------- | --------- | --------- | --------- |
| Нестер Генивалаа | 100м | 13,74     | 8     | Не прошла     | Не прошла     | Не прошла | Не прошла | Не прошла | Не прошла |

## Тяжёлая атлетика
Спортсменов — 1
| Спортсмен   | Категория | Масса | Рывок | Рывок | Рывок | Толчок | Толчок | Толчок | Всего | Место |
| Спортсмен   | Категория | Масса | 1     | 2     | 3     | 1      | 2      | 3      | Всего | Место |
| ----------- | --------- | ----- | ----- | ----- | ----- | ------ | ------ | ------ | ----- | ----- |
| Тони Аналау | 64 кг     | 61,87 | 80    | 80    | 80    | -      | -      | -      | 0     | -     |